# Jehor Jarmoluk
Jehor Romanowycz Jarmoluk, ukr. Єгор Романович Ярмолюк (ur. 1 marca 2004 w Wierchniednieprowsku, w obwodzie dniepropetrowskim) – ukraiński piłkarz, grający na pozycji pomocnika w angielskim Brentford F.C.

## Kariera piłkarska

### Kariera klubowa
Wychowanek klubów Stal Kamieńskie, FK Dnipro i SK Dnipro-1, barwy których bronił w juniorskich mistrzostwach Ukrainy (DJuFL). 19 czerwca 2020 rozpoczął karierę piłkarską w SK Dnipro-1 w przegranym 0:2 meczu Premier-ligi z Worskłą Połtawa, w którym wszedł na boisko w 80 minucie. Swój drugi mecz rozegrał 19 lipca 2020, ale już rozpoczął spotkanie w podstawowym składzie, dzięki czemu został najmłodszym piłkarzem startującym w podstawowej jedenastce w Premier-lidze. Wtedy miał 16 lat i 140 dni. 14 lipca 2022 podpisał trzyletni kontrakt z angielskim Brentford F.C..

### Kariera reprezentacyjna
Występował w juniorskiej reprezentacji Ukrainy U-16 i U-19.
W 2020 debiutował w młodzieżowej reprezentacji Ukrainy.